# Лез-Езі
Лез-Езі (фр. Les Eyzies) — муніципалітет у Франції, у регіоні Нова Аквітанія, департамент Дордонь. Лез-Езі утворено 1 січня 2019 року шляхом злиття муніципалітетів Лез-Езі-де-Таяк-Сірей, Манорі i Сен-Сірк. Адміністративним центром муніципалітету є Лез-Езі-де-Таяк-Сірей. Населення — 1121 особа (01.01.2021).